# Атто (епископ Фрайзинга)
Атто (нем. Atto; умер в 810 или 811) — епископ Фрайзинга с 782 года.

## Биография
Атто был уроженцем Баварии и принадлежал к знатному местному роду Хуоси. Ещё в молодости став монахом, он проявил себя на этом поприще как незаурядная личность. Благодаря этому, в 763 году глава Фрайзингской епархии Иосиф Веронский назначил Атто аббатом Шарницкого монастыря, основанного епископом совместно с представителями рода Хуоси. Занимая этот пост, Атто в 769 году стал также настоятелем ещё одного аббатства — Шледорфского, в подчинение которому была передана братия Шарницкого монастыря. В том же году Атто получил от герцога Баварии Тассилона III земельный надел в Сан-Кандидо, где было заложено Иннихенское аббатство. Главной задачей, возложенной её основателями на монахов новой обители, была христианизация проживавших в Пустертале славян.
После того как в 782 году епископ Фрайзинга Арибо из-за конфликта с Тассилоном III был вынужден отказаться от своего сана, новым главой местной епархии был избран Атто. Однако официальное утверждение его на эту должность состоялось только в 783 или 784 году, то есть уже после смерти Арибо.
При Атто было изменено административно-церковное подчинение Фрайзингской епархии, которая в 798 году из суффраганов Майнцской архиепархии перешла в состав новообразованной Зальцбургской митрополии.
Ко времени управления Атто епархией относится известие об основании им в Домберге нового бенедиктинского аббатства. В 808 году епископ в обмен на земли получил от знатного баварца Рипхвина из рода Фагана поместье Бургрен. Это дарение было 4 мая 811 года подтверждено Людовиком I Благочестивым.
Епископ Атто скончался в 810 или 811 году. Его преемником на епископской кафедре стал его родственник Гитто.